# Moldavia en los Juegos Olímpicos de Sochi 2014
Moldavia estuvo representada en los Juegos Olímpicos de Sochi 2014 por un total de 4 deportistas que compitieron en 4 deportes. Responsable del equipo olímpico fue el Comité Nacional Olímpico y Deportivo de la República de Moldavia, así como las federaciones deportivas nacionales de cada deporte con participación.
El portador de la bandera en la ceremonia de apertura fue el esquiador de fondo Victor Pînzaru. El equipo olímpico moldavo no obtuvo ninguna medalla en estos Juegos.